# Always Be My Maybe (film din 2019)
Always Be My Maybe este un film de comedie romantic regizat de Nahnatchka Khan, în care Ali Wong și Randall Park joacă rolurile a „doi prieteni din copilărie care se regăsesc în situații socio-economice foarte diferite atunci când aceștia se îndrăgostesc ca adulți”. Filmul a fost lansat în anumite cinematografe pe 29 mai 2019 și pe 31 mai 2019 pe Netflix.

## Sinopsis
Sasha și Marcus sunt doi prieteni din copilărie care cresc unul lângă altul în San Francisco. Deoarece părinții lui Sasha o lasă singură acasă în mod regulat pentru a petrece timpul la magazinul familiei, părinții lui Marcus o invită adesea la cină, unde aceasta apreciază foarte mult mâncarea mamei lui. În cele din urmă, între Sasha și Marcus se formează o prietenie strânsă, care durează și în anii adolescenței, dar aceasta este distrusă atunci când Sasha se culcă cu Marcus pentru a încerca să-l aline după ce mama lui moare într-un accident. Cei doi se ceartă imediat după, iar acest lucru duce la îndepărtarea unuia față de celălalt.
Ani mai târziu, Sasha devine bucătar celebru, care trăiește în Los Angeles, și este logodită cu Brandon Choi, un om de afaceri de succes. Marcus se află încă în San Francisco, unde locuiește cu tatăl său, rămas văduv, și cântă într-o formație talentată, dar în mare parte fără succes, în cartierul lui. Și el are o prietenă, Jenny, o femeie asiatico-americană cu dreadlocks. Sasha se desparte cu Brandon după  ce el amână nunta din nou. Deplasându-se pentru scurt timp înapoi în Zona Golfului pentru a supraveghea deschiderea unui nou restaurant, Sasha îl reîntâlnește pe Marcus, atunci când el și tatăl său sunt angajați să instaleze aerul condiționat în casa temporară. În ciuda sentimentelor inițiale, ei reiau legătura rapid și devin din nou prieteni. Aceștia au o întâlnire dublă dezastruoasă cu iubita lui Marcus și actorul Keanu Reeves, în timpul căreia Sasha spune că a avut întotdeauna o pasiune pentru Marcus. La finalul întâlnirii, Jenny rămâne cu Keanu pentru noapte. Sasha și Marcus încep apoi să se vadă mai des. Totuși, când Sasha îi propune lui Marcus să plece din San Francisco și să o urmeze la New York pentru a deschide un alt restaurant, el refuză. Ea pleacă din San Francisco singură.
După ce ascultă sfaturile de la tatăl său și colegii lui de trupă, Marcus își dă seama că moartea mamei sale l-a făcut să îi fie frică să meargă mai departe în viață. Așadar, se mută din casa în care a crescut și ia măsuri pentru a aduce mai mult succes trupei lui. Descoperind că Sasha îi sprijină în secret ambițiile muzicale, Marcus o surprinde pe Sasha pe covorul roșu, la un spectacol de gală în Manhattan, promițând să fie oriunde ar fi ea. Sasha își deschide restaurantul din New York, care este numit după mama lui Marcus, în timp ce Marcus scrie o melodie rap despre cum l-a lovit pe Keanu Reeves.

## Distribuție
- Ali Wong ca Sasha
  - Miya Cech ca Sasha de 12 ani
  - Ashley Liao ca Sasha de 15 ani
- Randall Park ca Marcus
  - Emerson Min ca Marcus de 12 ani
  - Jackson Geach ca Marcus de 15 ani
- James Saito ca Harry
- Michelle Buteau ca Veronica
  - Anaiyah Bernier ca Veronica de 15 ani
- Vivian Bang ca Jenny
- Keanu Reeves ca Keanu Reeves
- Susan Park ca Judy
- Daniel Dae Kim ca Brandon
- Karan Soni ca Tony
- Charlyne Yi ca Ginger
- Lyrics Born ca Quasar
- Casey Wilson ca Chloe

## Producție
În august 2017, Netflix a dat undă verde unui film neintitulat scris de Ali Wong, Randall Park și Michael Golamco, cu primii doi în rolurile principale. În martie 2018, a fost anunțat că filmul va fi regizat de Nahnatchka Khan, acesta fiind debutul ei regizoral, și că filmările urmează să înceapă în Vancouver și San Francisco în mai 2018. În mai 2018, Keanu Reeves, Daniel Dae Kim, Michelle Buteau, Vivian Bang, Karan Soni, Charlyne Yi, James Saito, Lyrics Born, și Susan Park s-au alăturat distribuției filmului, care a fost intitulat Always Be My Maybe.

### Filmare
Filmările au început pe 30 mai 2018 în Vancouver. Filmări suplimentare au avut loc în San Francisco de pe 15 pe 26 iulie 2018.